# Знак кореня
Знак ко́реня (знак радика́ла) в математиці — умовне позначення {\displaystyle {\sqrt {\quad }}} для коренів, за замовчуванням квадратних. В загальному випадку (для коренів n-го ступеня) показник ступеня ставиться над «пташкою»: {\displaystyle {\sqrt[{3\,}]{\quad }}} використовується для кубічних коренів, {\displaystyle {\sqrt[{4\,}]{\quad }}}  — для коренів 4-го ступеня тощо; для квадратного кореня також можна використовувати «повне» позначення {\displaystyle {\sqrt[{2\,}]{\quad }}}.

## Історія
Знак кореня походить з малої латинської літери r (початкової в лат. radix — корінь), зрослої з надрядковою рискою: раніше надкреслення виразу використовувалося замість нинішнього взяття його в дужки. Так що {\displaystyle {\sqrt {a+b}}} є всього лише видозміненим способом запису виразу {\displaystyle \ r{\overline {a+b}}}.
Вперше таке позначення використовував німецький математик Крістоф Рудольфф в 1525 році.

## Типографіка

американський варіант
німецький варіант
російський варіант
варіант TeX

У деяких типографських традиціях (наприклад, в німецькій) прийнято верхню межу знаку кореня доповнювати невеликою зверненою вниз засічкою. Американська типографіка (зокрема, система TEΧ) такого не знає.
Довжина та висота знаку кореня повинні бути такими, щоб повністю покривати підкореневий вираз. При сусідстві в одному рядку декількох підкореневих виразів різної (але близької) висоти часто буває прийнято всі знаки кореня підлаштовувати під найвищий з них.
Знак кореня використовують тільки для виразів, що міститься в межах рядка, а для довших замість {\displaystyle {\sqrt[{n\,}]{abcde\dots }}} застосовують еквівалентний запис {\displaystyle (abcde\dots )^{1/n}}. Втім, в деяких посібниках з набору згадується розрив підкореневого виразу на кілька рядків; при цьому знак кореня ставиться над першим, а над продовженням підкореневого виразу ставиться риска; в місці розриву рядків та знак кореня, і риска над продовженням забезпечуються стрілками, зверненими назовні.